# Tom Hayden

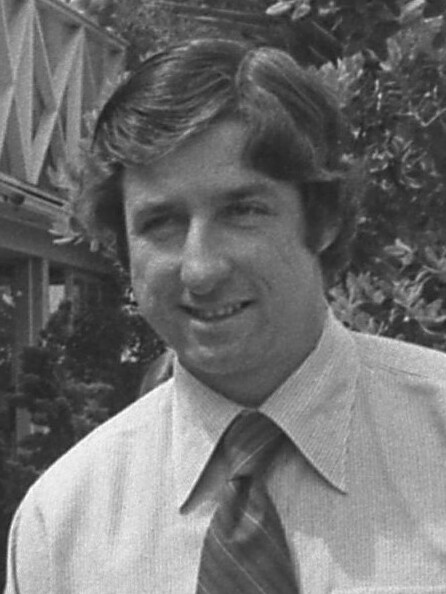
Tom Hayden (1976)

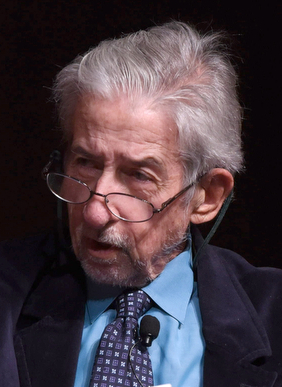
Tom Hayden (2016)

Thomas Emmett „Tom“ Hayden (* 11. Dezember 1939 in Detroit, Michigan; † 23. Oktober 2016 in Santa Monica, Kalifornien) war ein US-amerikanischer Aktivist, der sich ab den frühen 1960er-Jahren für die Friedens- und Bürgerrechtsbewegung engagierte, sowie kalifornischer Politiker (Demokraten).

## Leben
1939 wurde Tom Hayden in eine aus Irland stammende katholische Familie hineingeboren. Seine Eltern trennen sich, als Tom 10 Jahre alt ist. Er wächst bei seiner Mutter in Michigan auf. 1969 hört er ein Interview mit Martin Luther King, das ihn politisch wach gerüttelt habe.
1968 gehörte Hayden zu den „Chicago Seven“, die während der gewaltsamen Proteste gegen den Vietnamkrieg beim Nominierungsparteitag der Demokratischen Partei verhaftet und erst eineinhalb Jahre später freigelassen wurden.
Von 1982 bis 1992 saß er für die Demokratische Partei im kalifornischen Abgeordnetenhaus, danach, von 1992 bis 2000, im kalifornischen Staatssenat.

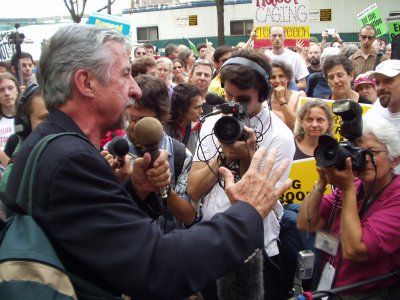
Tom Hayden bei der Democratic National Convention 2004

Hayden war Autor von 15 Büchern und zahlreichen Essays. In seinem 2004 veröffentlichten Buch Street Wars zog er ein Fazit seiner langjährigen Arbeit für eine Befriedung und Rehabilitation der Gangjugend. Darin vertritt er die These, dass in einer modernen Form des Rassismus der Begriff „Rasse“ durch den Begriff „Kriminelle“ abgelöst worden sei. Das Rassenproblem sei damit rhetorisch in ein Kriminalitätsproblem verwandelt worden. Die Kriminalität der ethnischen Minderheiten sei aber ihrerseits eine Folge der Politik, die durch ihre harte Vorgehensweise die Betroffenen zu Kriminellen gestempelt habe. Aus der Sicht unseres Wirtschaftssystems seien die Gang-Mitglieder menschlicher Überschuss, den man allzu gerne wegsperren wolle. Die Gefängnisinsassen lasse man dann moderne Sklavenarbeit leisten.
Hayden war von 1973 bis 1990 mit der Schauspielerin Jane Fonda verheiratet; 1973 wurde ihr gemeinsamer Sohn Troy Garity geboren. Von 1993 bis zu seinem Tod war er mit der Schauspielerin Barbara Williams verheiratet.
Im 2020 veröffentlichten Film The Trial of the Chicago 7 wird er von Eddie Redmayne gespielt.

## Schriften
- The Port Huron Statement, 1962
- The Other Side, 1966

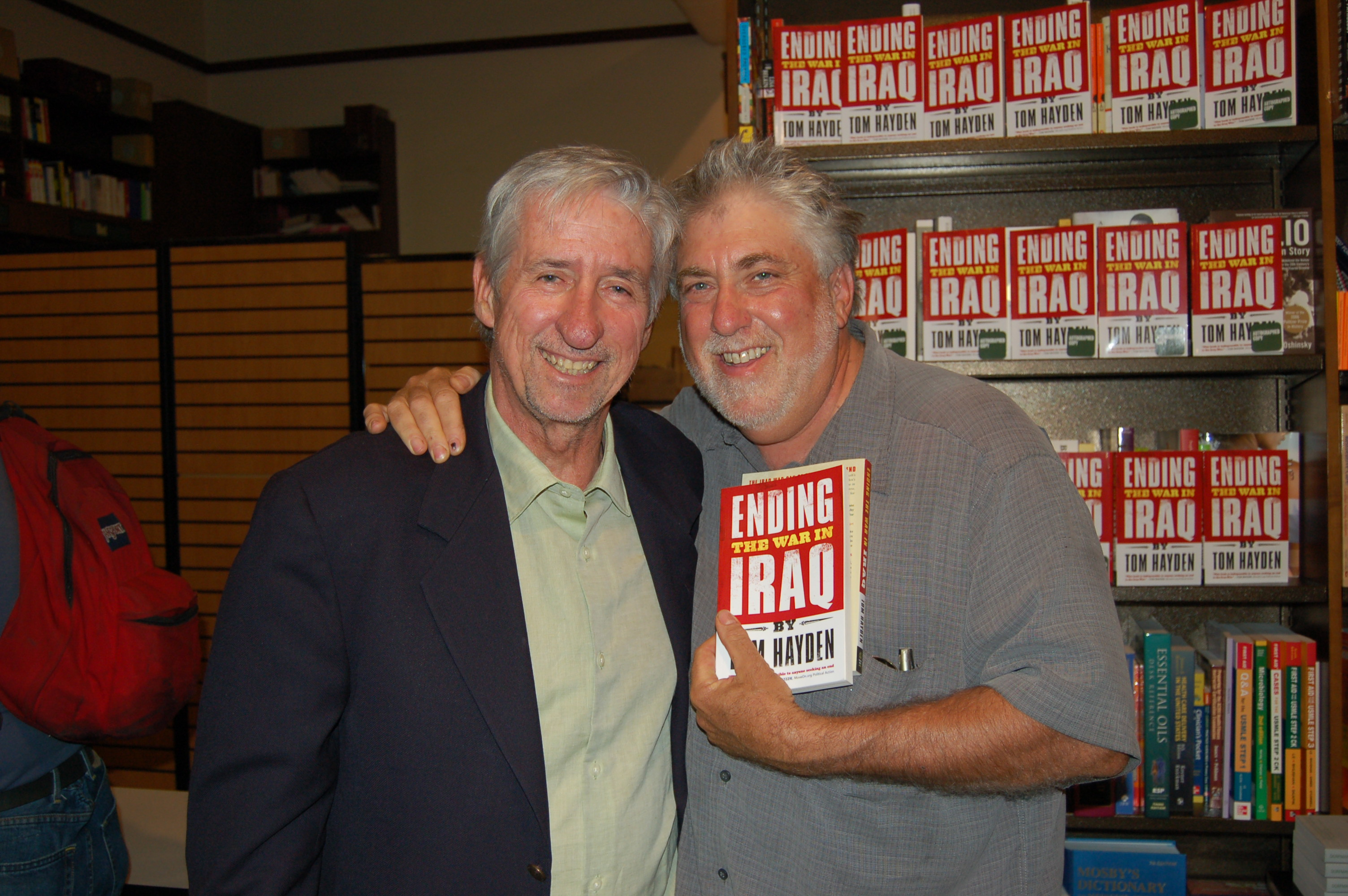
Tom Hayden (links) 2007 mit Mark Rudd bei der Vorstellung seines Buches Ending the War in Iraq in Manhattan.

- Rebellion in Newark. Official Violence and Ghetto Response, 1967
- Trial, 1970
  - deutschsprachige Ausgabe: Der Prozess von Chicago. Suhrkamp Verlag, Frankfurt am Main 1971
- The Love of Possession Is a Disease with Them, 1972
- Vietnam – The Struggle for Peace, 1972–73, 1973
- The American Future – New Visions Beyond Old Frontiers, 1980
- Reunion. A Memoir, 1988
- The Lost Gospel of the Earth. A Call for Renewing Nature, Spirit and Politics, 1996
- Irish Hunger, 1997
- Irish on the Inside. In Search of the Soul of Irish America, 2001
- Rebel. A Personal History of the 1960s, 2003
- Street Wars. Gangs and the Future of Violence, 2004
- als Mitverfasser: Radical Nomad. C. Wright Mills and His Times. 2006
- Ending the War in Iraq, 2007
- Writings for a Democratic Society. The Tom Hayden Reader, 2008
- Voices of the Chicago 8. A Generation on Trial, 2008
- The Long Sixties: From 1960 to Barack Obama, 2009
- Bring on the Iraq Syndrome. Tom Hayden in Conversation with Theodore Hamm, 2007
- Listen, Yankee! Why Cuba Matters, 2015